# Mercedes-Benz W126
Mercedes-Benz W126 är en personbil, tillverkad av den tyska biltillverkaren Mercedes-Benz mellan 1979 och 1991.

## W126
Den nya S-klassen introducerades hösten 1979. Tyngdpunkten låg nu på lågt luftmotstånd och lägre bränsleförbrukning än hos företrädarna. Tekniskt var bilen en vidareutveckling av W116. På V8-versionerna göts även motorblocken i aluminium, till skillnad från W116 som hade gjutjärnsblock. Till 1986 uppdaterades bilarna med uppfräschad kaross och modifierade motorer. Bland annat infördes de nya sexorna från W124:an. Utrustningslistan är längre än hos W116, låsningsfria bromsar kunde fås från början, och krockkudde från hösten 1981. Även gashydraulisk fjädring enligt klassiskt Citroën-mönster kunde erbjudas på 500-560sel: Ökad fjädringskomfort och möjlighet att öka markfrigången, samt från och med 1986 med inifrån kupén justerbar dämpverkan, sänkning av karossen vid fart över 120 km/tim, och ett system för minskad krängning vid kurvtagning: en kvicksilverpärla flyttade sig när det krängde, och styrde via elektriska solenoider hydraultrycket till respektive fjäderben.
Produktionen uppgick till 818 036 exemplar.
Versioner:
| Modell       | Årsmodell | Motor                     | Cylindervolym | Effekt     | Bränslesystem      | Anm.         |
| ------------ | --------- | ------------------------- | ------------- | ---------- | ------------------ | ------------ |
| 280 S        | 1980–1985 | M110: 6-cyl radmotor dohc | 2746 cm³      | 156 hk     | Förgasare          |              |
| 280 SE/SEL   | 1980–1985 | M110: 6-cyl radmotor dohc | 2746 cm³      | 185 hk     | Bränsleinsprutning |              |
| 300 SD Turbo | 1980–1985 | OM617: 5-cyl radmotor ohc | 2998 cm³      | 121-125 hk | Turbodiesel        | Exportmodell |
| 380 SE/SEL   | 1980–1981 | M116: 8-cyl V-motor ohc   | 3818 cm³      | 218 hk     | Bränsleinsprutning |              |
| 500 SE/SEL   | 1980–1989 | M117: 8-cyl V-motor ohc   | 4973 cm³      | 231-265 hk | Bränsleinsprutning |              |
| 380 SE/SEL   | 1982–1985 | M116: 8-cyl V-motor ohc   | 3839 cm³      | 204 hk     | Bränsleinsprutning |              |
| 260 SE       | 1986–1989 | M103: 6-cyl radmotor ohc  | 2599 cm³      | 166 hk     | Bränsleinsprutning |              |
| 260 SE       | 1986–1991 | M103: 6-cyl radmotor ohc  | 2599 cm³      | 160 hk     | Bränsleinsprutning | Katalysator  |
| 300 SE/SEL   | 1986–1989 | M103: 6-cyl radmotor ohc  | 2962 cm³      | 188 hk     | Bränsleinsprutning |              |
| 300 SE/SEL   | 1986–1991 | M103: 6-cyl radmotor ohc  | 2962 cm³      | 180 hk     | Bränsleinsprutning | Katalysator  |
| 300 SD Turbo | 1986–1987 | OM603: 6-cyl radmotor ohc | 2996 cm³      | 150 hk     | Turbodiesel        | Exportmodell |
| 420 SE/SEL   | 1986–1989 | M116: 8-cyl V-motor ohc   | 4196 cm³      | 218-231 hk | Bränsleinsprutning |              |
| 420 SE/SEL   | 1986–1991 | M116: 8-cyl V-motor ohc   | 4196 cm³      | 204-224 hk | Bränsleinsprutning | Katalysator  |
| 500 SE/SEL   | 1986–1991 | M117: 8-cyl V-motor ohc   | 4973 cm³      | 223-252 hk | Bränsleinsprutning | Katalysator  |
| 560 SE/SEL   | 1986–1989 | M117: 8-cyl V-motor ohc   | 5547 cm³      | 272-300 hk | Bränsleinsprutning |              |
| 560 SE/SEL   | 1986–1991 | M117: 8-cyl V-motor ohc   | 5547 cm³      | 242-279 hk | Bränsleinsprutning | Katalysator  |
| 350 SD Turbo | 1990–1991 | OM603: 6-cyl radmotor ohc | 3449 cm³      | 136 hk     | Turbodiesel        | Exportmodell |

## C126
Coupé-versionen C126 presenterades på Frankfurt-salongen 1981. Officiellt efterträdde den C107, men den egentliga företrädaren var den senaste fyrsitsiga S-klasscoupén W111. C126 såldes bara med åttacylindriga motorer.
Produktionen uppgick till 74 060 exemplar.
Versioner:
| Modell  | Årsmodell | Motor                   | Cylindervolym | Effekt     | Bränslesystem      | Anm.        |
| ------- | --------- | ----------------------- | ------------- | ---------- | ------------------ | ----------- |
| 380 SEC | 1982–1985 | M116: 8-cyl V-motor ohc | 3839 cm³      | 204 hk     | Bränsleinsprutning |             |
| 500 SEC | 1982–1989 | M117: 8-cyl V-motor ohc | 4973 cm³      | 231-265 hk | Bränsleinsprutning |             |
| 420 SEC | 1986–1989 | M116: 8-cyl V-motor ohc | 4196 cm³      | 218-231 hk | Bränsleinsprutning |             |
| 420 SEC | 1986–1991 | M116: 8-cyl V-motor ohc | 4196 cm³      | 204-224 hk | Bränsleinsprutning | Katalysator |
| 500 SEC | 1986–1991 | M117: 8-cyl V-motor ohc | 4973 cm³      | 223-252 hk | Bränsleinsprutning | Katalysator |
| 560 SEC | 1986–1989 | M117: 8-cyl V-motor ohc | 5547 cm³      | 272-300 hk | Bränsleinsprutning |             |
| 560 SEC | 1986–1991 | M117: 8-cyl V-motor ohc | 5547 cm³      | 242-279 hk | Bränsleinsprutning | Katalysator |

## Bilder

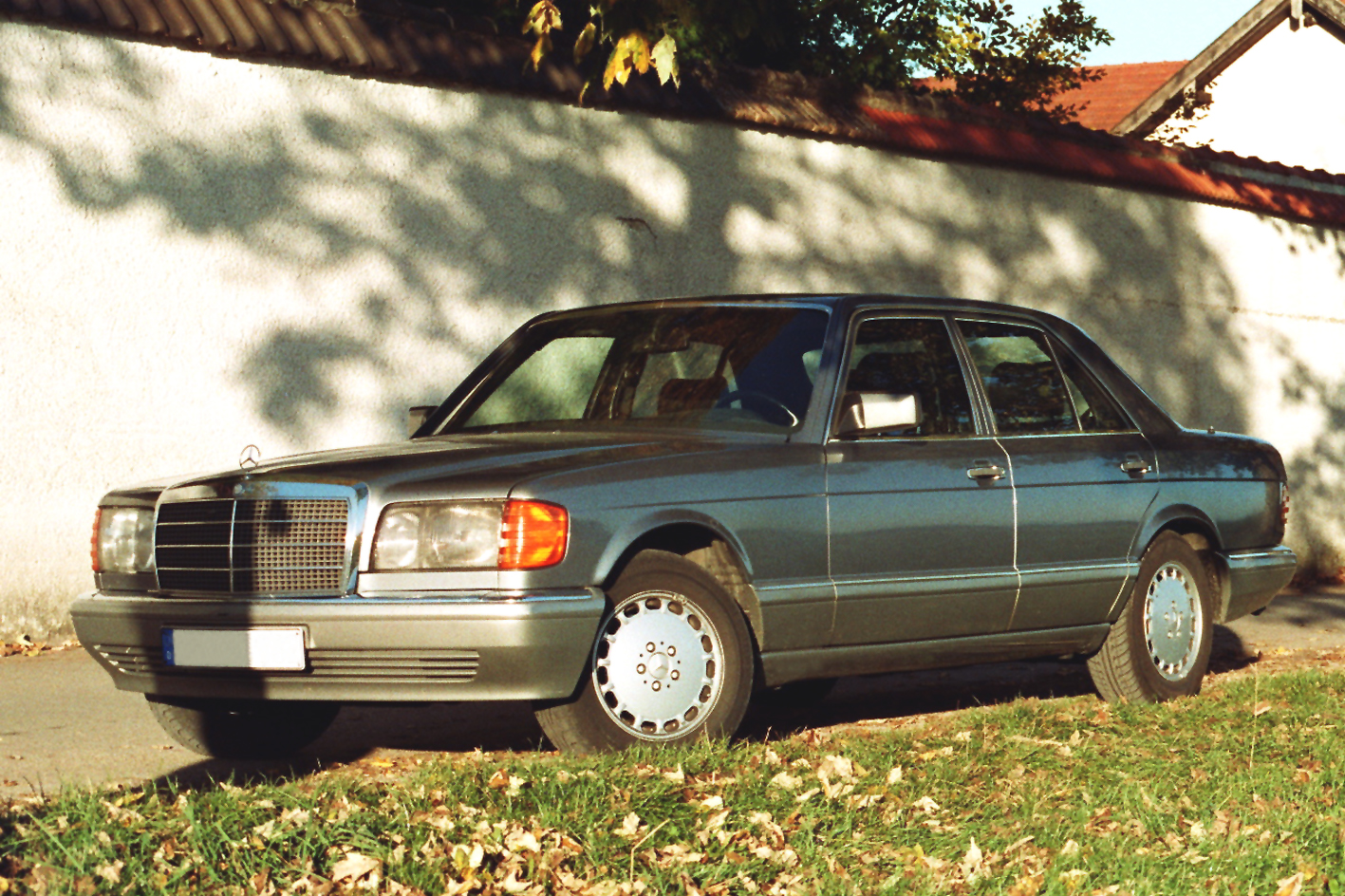
W126 sedan
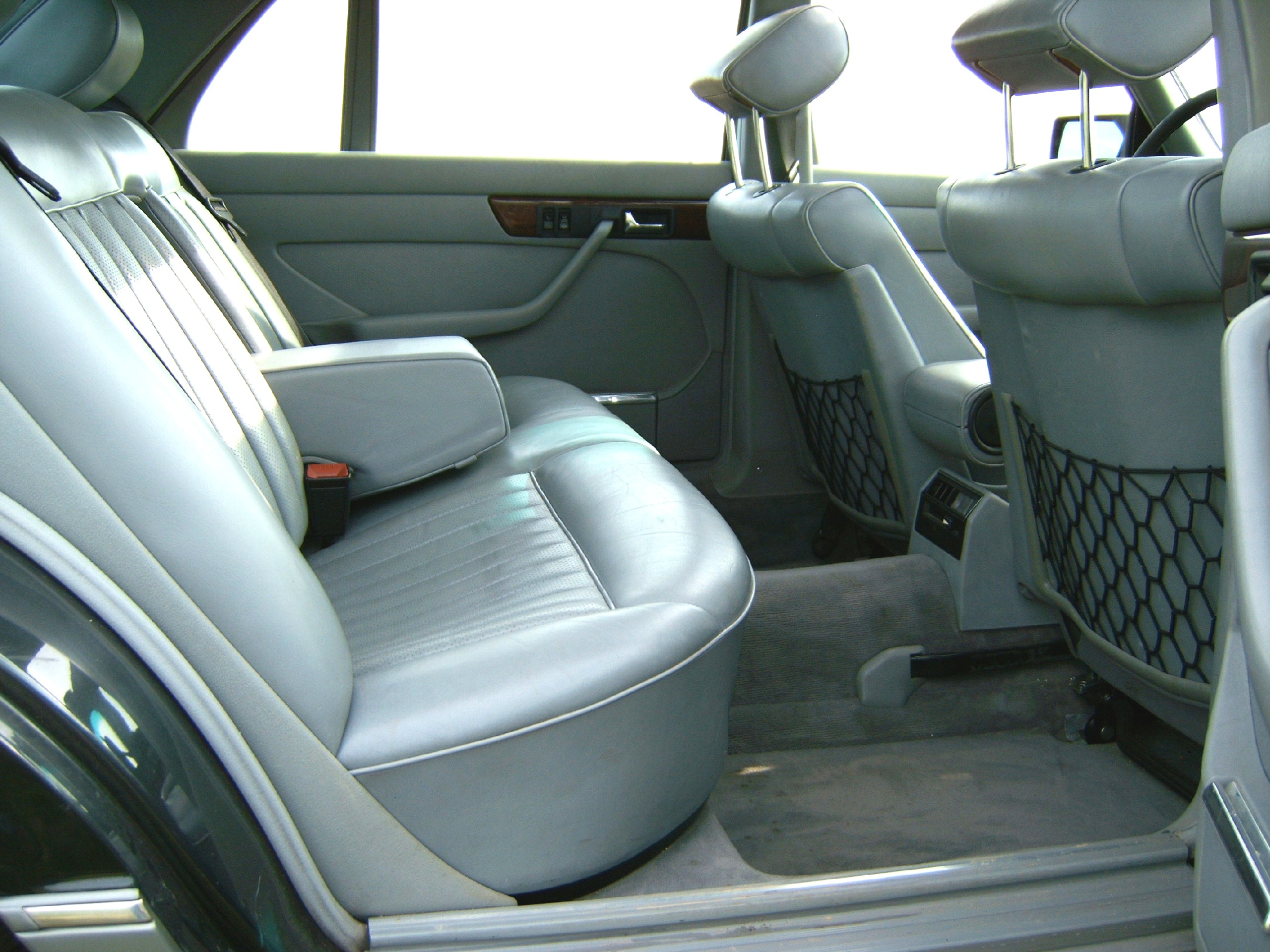
V126: extra rymd i baksätet på SEL
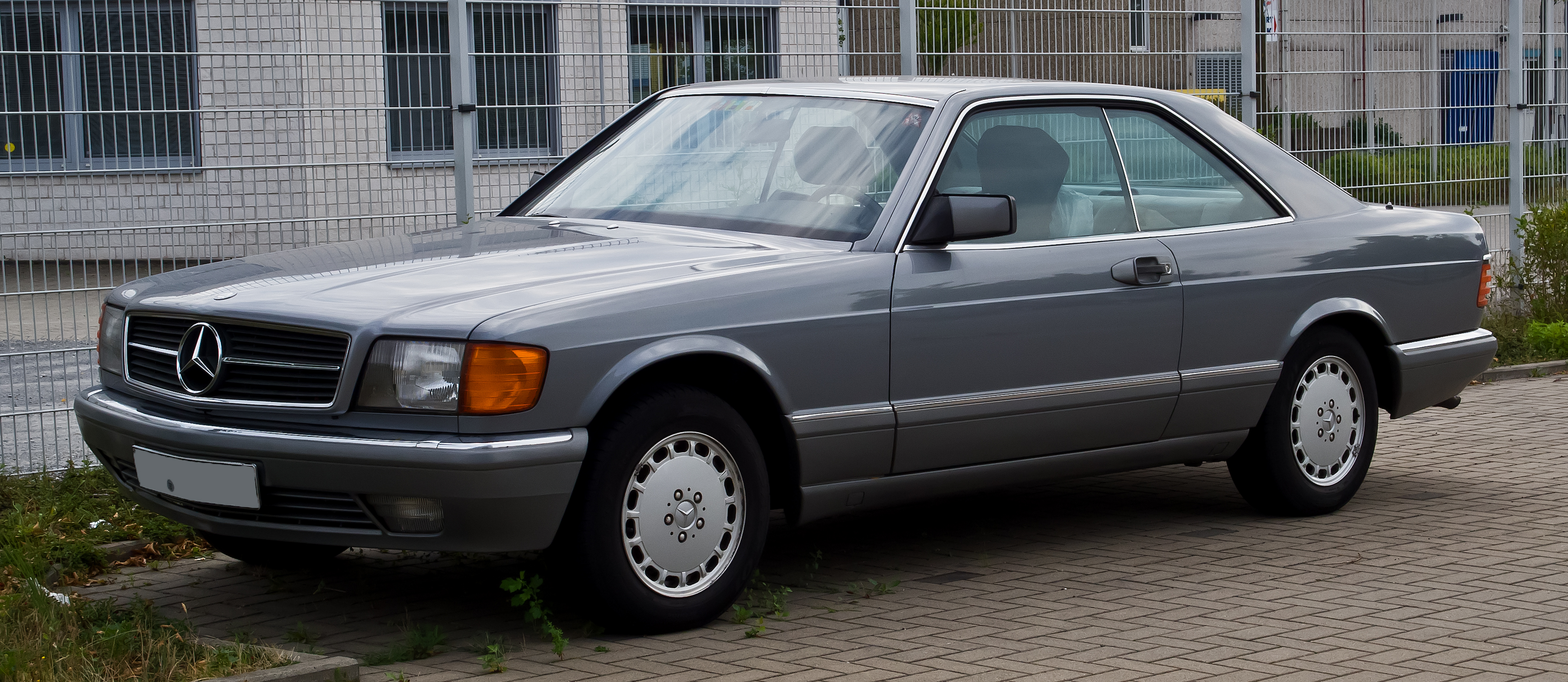
C126 coupé